# Raymond Salles
Raymond Julien Salles, född 18 juli 1920 i Paris, död 15 juni 1996 i Créteil, var en fransk roddare.
Salles blev olympisk guldmedaljör i tvåa med styrman vid sommarspelen 1952 i Helsingfors.